# Nenad Šulava
Nenad Šulava (* 25. Dezember 1962 in Osijek, Jugoslawien; † 5. September 2019) war ein jugoslawischer bzw. kroatischer Schachspieler, der ab Juli 2018 für den monegassischen Schachverband gemeldet war.
1986 erhielt er von der FIDE den Titel Internationaler Meister und im Jahre 2000 den Großmeistertitel.
Für das kroatische Team nahm er an den Schacholympiaden 2000 und 2002 und an der Mannschaftseuropameisterschaft 2003 teil. Mit Monaco spielte er bei der Schacholympiade 2018.
Vereinsschach spielte er außer in Kroatien (er nahm mit ŠK Mursa Osijek an den European Club Cups 1993 und 1994 und mit dem ŠK Zagreb am European Club Cup 2007 teil) auch in Frankreich: von 2001 bis 2006 für den Club de Echiquier Niçois, in der Saison 2007/08 für den Club de La Tour Hyéroise, 2016 und 2017 für Nice Alekhine, mit denen er auch am European Club Cup 2017 teilnahm, sowie 2019 für C.E.M.C. Monaco.
Im Januar 2011 erreichte er seine höchste Elo-Zahl von 2565. 2012 gewann er das San Remo Open mit 6,5 Punkten aus 7 Partien.
Er starb nach langer Krankheit am 4. September 2019 und wurde in seiner Wahlheimat Monaco beigesetzt. Šulava war bis zu seinem Tod mit Martine Dubois verheiratet, die den Titel einer Internationalen Meisterin der Frauen (WIM) trägt.